# Zadie Smith
Zadie Adeline Smith (született: Sadie Adeline Smith; London, 1975. október 25.) angol regényíró, esszé- és novellaíró. Debütáló regénye, a White Teeth (2000) azonnal bestseller lett, és számos díjat nyert. 2010 szeptembere óta a New York Egyetem Kreatív írás Karának professzora.

## Életrajza
Smith Willesdenben, az északnyugat-londoni Brent kerületben született egy jamaicai anyától, Yvonne Bailey-től és egy angol apától, Harvey Smithtől, aki 30 évvel volt idősebb feleségénél. 14 évesen megváltoztatta a nevét Sadie-ről Zadie-re.
Smith édesanyja Jamaicán nőtt fel, és 1969-ben Angliába emigrált. Smith szülei elváltak, amikor ő tinédzser volt. Van egy féltestvér nővére, egy féltestvér fivére és két öccse (az egyik a rapper és stand-up komikus, Doc Brown, a másik a rapper Luc Skyz). Smith gyerekkorában szerette a sztepptáncot, tinédzser korában pedig a zenés színházi karriert fontolgatta. Az egyetem alatt Smith jazzénekesként keresett pénzt és újságíró szeretett volna lenni. A korábbi ambíciók ellenére az irodalom vált fő érdeklődési körévé.

## Iskolái
Smith a helyi állami iskolákba, a Malorees Junior Schoolba és a Hampstead Comprehensive Schoolba, majd a cambridge-i King's College-ba járt, ahol angol irodalmat tanult. A The Guardiannek adott interjújában 2000-ben Smith helyesbített egy újság állítást, miszerint egy dupla First-el hagyta el Cambridge-et. "Tulajdonképpen egy harmadikat kaptam az első részeimben" – mondta. Felső másodosztályú kitüntetéssel végzett. Az egyetemen Smith sikertelenül vett részt a Cambridge Footlights meghallgatásán.
Cambridge-ben Smith számos novellát publikált a The Mays Anthology című új hallgatói írások gyűjteményében. Felkeltették egy kiadó figyelmét, aki szerződést ajánlott neki első regényére. Smith úgy döntött, hogy felveszi a kapcsolatot egy irodalmi ügynökkel, és az A. P. Watt felvette őt. Smith 2001-ben visszatért az antológia vendégszerkesztésébe.

## Pályafutása
Smith első regényét, White Teeth 1997-ben mutatta be a kiadói világ, mielőtt elkészült volna. Részleges kézirat alapján indult a jogok árverése, amelyet Hamish Hamilton nyert meg. Smith a Cambridge-i Egyetem utolsó évében fejezte be a White Teeth-t. A 2000-ben megjelent regény azonnal bestseller lett és sok elismerést kapott. Nemzetközileg is dicsérték és számos díjat nyert, köztük a James Tait Black Memorial Prize-t és a Betty Trask-díjat. A regényt 2002-ben adaptálták a televízió számára. 2000 júliusában Smith debütálása is a vita tárgya volt James Wood irodalomkritikáról szóló, „Emberi, túlságosan embertelen” című, vitatott esszéjében, ahol Wood a regényt a hisztérikus realizmus kortárs műfajának részeként bírálja, ahol „az információ vált az új szereplővé" és az emberi érzés hiányzik a kortárs fikcióból.
A The Guardiannek 2001 októberében megjelent cikkében Smith a kritikára azzal válaszolt, hogy egyetértett a kifejezés pontosságával, és egyetértett Wood mögöttes érvvel, miszerint "minden olyan regényt, amelynek célja a hisztéria, most könnyedén felülmúlnak". Elutasította azonban, hogy debütálását olyan jelentős szerzők mellé sorolják, mint David Foster Wallace, Salman Rushdie és Don DeLillo, valamint saját újításaik elutasítását a hisztérikus realizmus alapján. Komolyan válaszolva Woodnak a kortárs irodalommal és kultúrával kapcsolatos aggodalmaira, Smith íróként írja le saját aggodalmait és úgy érvelt, hogy a szépirodalomnak „nem a fej és a szív megosztásának kell lennie, hanem mindkettő hasznos alkalmazásának”.
Smith rezidens íróként dolgozott a londoni ICA-n, majd szerkesztőként kiadta a szexírás antológiáját, a Piece of Flesh-t, e szerep csúcspontjaként.
Második regénye, a The Autograph Man 2002-ben jelent meg és kereskedelmi sikert aratott, bár a kritikusok nem fogadták olyan jól, mint a White Teeth-t.
A The Autograph Man megjelenése után Smith a Harvard Egyetem Radcliffe Institute for Advanced Study munkatársaként az Egyesült Államokba látogatott. Elkezdett dolgozni egy még kiadatlan esszéköteten, a The Morality of the Novel (más néven: Fail Better) címmel, amelyben a 20. századi írók egy válogatását vizsgálja az erkölcsfilozófia szemüvegén keresztül. Ennek a könyvnek egyes részei feltehetően megjelennek a 2009 novemberében megjelent Changing My Mind című esszégyűjteményben.
Smith harmadik regénye, az On Beauty 2005 szeptemberében jelent meg. Nagyrészt Nagy-Bostonban és környékén játszódik. Nagyobb elismerést váltott ki, mint a The Autograph Man: bekerült a Man Booker-díj a szűkített listára és 2006-ban elnyerte az Orange Prize for Fiction-t és az Anisfield-Wolf Book Award-ot.
Később ugyanabban az évben Smith kiadta a Martha and Hanwell című könyvét, amely két novellát párosít két problémás karakterről, eredetileg a Grantában, illetve a The New Yorkerben. A Penguin a 70. születésnapjuk megünneplésére készített zsebsorozatának részeként kiadta a Martha és Hanwellt a szerző új bevezetőjével. Az első történet, a "Martha, Martha" Smith ismerős faji és posztkoloniális identitás témáit dolgozza fel, míg a "Hanwell in Hell" egy férfiról szól, aki a felesége halálával küzd. 2008 decemberében vendégszerkesztette a BBC Radio 4 Today című műsorát.
Miután szépirodalmat tanított a Columbia Egyetem Művészeti Iskolájában, Smith 2010-ben csatlakozott a New York-i Egyetemhez a szépirodalom professzoraként.
2011 márciusa és októbere között a Harper's Magazine havi New Books lektora volt. Emellett gyakori munkatársa a The New York Review of Booksnak.
Smith NW című regénye 2012-ben jelent meg. Az északnyugat-londoni Kilburn körzetben játszódik, és a cím a helyi irányítószámra, az NW6-ra utal. Az NW bekerült a Royal Society of Literature Ondaatje-díjára és a Women's Prize for Fiction-díjra. Az NW-ből egy BBC televíziós film készült Nikki Amuka-Bird és Phoebe Fox főszereplésével, a BBC Two sugározta 2016. november 14-én.
2013 szeptemberében Smith megjelent a BBC Radio 4 Desert Island Discs című műsorában, ahol könyvválasztása Marcel Proust À la recherche du temps perdu című művére esett.
2015-ben bejelentették, hogy Smith férjével, Nick Lairddal együtt egy sci-fi film forgatókönyvét írják, amelyet Claire Denis francia filmrendező fog rendezni. Smith később azt mondta, hogy az ő szerepvállalását a Csillagok határán című filmben túlértékelték, és egyszerűen csak segített a film angol párbeszédének csiszolásához.
Smith ötödik regénye, a Swing Time 2016 novemberében jelent meg. Ez Smith gyermekkori sztepptánc iránti szeretetéből merített ihletet. Felkerült a 2017-es Man Booker-díj hosszú listájára.
Smith közreműködő Margaret Busby 2019-es Afrika New Daughters című antológiájában (és édesanyja, Yvonne Bailey-Smith is).
Első novellagyűjteménye, a Grand Union 2019. október 8-án jelent meg. 2020-ban hat esszét publikált az Intimations című gyűjteményben, amelyekből a jogdíjakat az Equal Justice Initiative-nak és a New York-i COVID-19 sürgősségi segélyalapnak adományozza.
Smith 2021-ben debütált első darabja, a The Wife of Willesden, amelyet azután írt, hogy megtudta, hogy londoni kerületét, Brentet választották 2018-ban a 2020-as londoni kulturális kerületnek. A Brent leghíresebb írójaként Zadie volt a természetes választás a darab szerzőjeként. Úgy döntött, hogy adaptálja Bath felesége című meséjét Geoffrey Chaucer Canterbury Tales című művében, felidézve, hogyan fordította le Chaucert kortárs angolra Oxfordban. Az újramesélés a zarándoklat helyébe a kortárs Londonban játszódik egy kocsmatúra, ahol Bath felesége Alvitává válik, egy 50-es évei közepén járó jamaicai születésű brit nővé, aki megkérdőjelezi P néni hagyományos keresztény nézeteit a szexről és a házasságról. Az eredeti meséhez hasonlóan Alvita is egy nő, akinek öt férje volt és a velük kapcsolatos élményei a kellemestől a traumatikusig terjednek. A darab nagy részét azzal tölti, hogy a kocsmában beszélget az emberekkel, hasonlóan ahhoz, hogy Bath felesége prológusa hosszabb, mint maga a mese. Számára Alvita hangja gyakori, amit Brentben felnőtt korában hallott, így ennek a darabnak a megírása természetes választás volt a fesztiválra. Maga a mese a 17. századi Jamaicában játszódik, ahol egy nemi erőszakban bűnös férfit állítanak a királynő elé, aki elrendeli, hogy az a büntetése, hogy elmenjen és megtalálja azt, amire a nők valóban vágynak.
2023-ban megválasztották az Amerikai Művészeti és Tudományos Akadémia tagjának.

## Magánélete
Smith a Cambridge-i Egyetemen találkozott Nick Lairddal. 2004-ben házasodtak össze a cambridge-i King's College Chapel kápolnában. Smith az On Beauty-t "kedves uramnak" ajánlotta. Mellesleg a White Teeth-ben is használja a nevét: "És az összes jóképű férfi, az összes lovagló, mint az Ön embere, Nicky Laird, mind meghaltak."
A pár 2006 novembere és 2007 között az olaszországi Rómában élt, majd New York Cityben és a londoni Queen's Parkban körülbelül 10 évig élt, majd 2020-ban Kilburnbe költöztek. Két gyermekük van.
Smith „vallástalannak” tartja magát, nem vallásban nevelkedett, bár megőrzi „kíváncsiságát” mások életében a vallás szerepére. A halálról és a haldoklásról alkotott humanista és egzisztencialista nézeteket feltáró esszéjében Smith „szentimentális humanista” világnézetét írja le.

## Művei

### Regények
- White Teeth (2000)
  - Fehér fogak. Fordító Sóvágó Katalin. Budapest: Európa. 2002.  ISBN 963-07-7131-4
- The Autograph Man (2002)
- On Beauty (2005)
  - A szépségről. Fordító Sóvágó Katalin. Budapest: Európa. 2007.  ISBN 978-963-07-8408-5
- NW (2012)
  - NW. Fordító Pék Zoltán. Budapest: Európa. 2017.  = Kapszula könyvtár,  ISBN 978-963-405-679-9
- Swing Time (2016)
  - Swing time: egymásnak születtünk. Fordító Dudik Annamária Éva. Budapest: Helikon. 2019.  ISBN 978-963-479-126-3
- The Fraud (2023)

### Dráma
- The Wife of Willesden (2021)

### Novellák
Collections
- Martha and Hanwell (2005)
- Grand Union: Stories (2019)
  - Menekülés New Yorkból. Fordító M. Nagy Miklós. Budapest: Helikon. 2021.  ISBN 9789634794509

Stories
- "The Waiter's Wife", 1999
- "The Girl with Bangs", 2001
- "Martha, Martha", 2003
- "Envy", 2004
- "Hanwell in Hell", 2004
- "Hanwell Senior", 2007
- "Permission to Enter", 2012
- "The Embassy of Cambodia", 2013
- "Meet the President!", 2013
- "Moonlit Landscape with Bridge", 2014
- "Big Week", 2014
- "Escape from New York", 2015
- "Two Men Arrive in a Village", 2016
- "The Lazy River", 2017
- "Now More Than Ever", 2018
- "Weirdo", 2021

### Non-fiction
- Changing My Mind: Occasional Essays (2009)
- Stop What You're Doing and Read This! (2011) (with Carmen Callil(wd), Mark Haddon, Michael Rosen(wd) and Jeanette Winterson)
- "Mind the Gap" in Guernica Magazine, January 2012.
- "Some Notes on Attunement: A voyage around Joni Mitchell", The New Yorker, 17 December 2012, and later featured in The Best American Essays (2013)
- Take it or leave it, 86. o. (2013. november 4.)
- "On optimism and despair", The New York Review of Books, 22 December 2016; speech given on accepting the Welt-Literaturpreis
- Fences: A Brexit Diary (2016)
- A bird of few words : narrative mysteries in the paintings of Lynette Yiadom-Boakye, 48–53. o. (2017. június 19.)[78]
- Feel Free: Essays (2018)
- Darryl Pinckney's Intimate Study of Black History (2019. november 26.) From Introduction to Darryl Pinckney(wd), Busted in New York and Other Essays (Farrar, Straus and Giroux, 2019)
- Intimations (2020)
  - Sugallatok. Fordító M. Nagy Miklós. Budapest: Helikon. 2020.  ISBN 9789634795728
- Smith, Zadie. Take it or leave it, 65. o. (2021. szeptember 6.)[79]
- "Shibboleth – the role of words in the campus protests", The New Yorker, 5 May 2024.
- "'Here comes the sun': Zadie Smith on hope, trepidation and rebirth after 14 years of the Tories", The Guardian, 3 July 2024.[80]

### Gyermekkönyvek
- Smith, Zadie. Weirdo. Puffin (2021). ISBN 978-0241449608
- Smith, Zadie. The Surprise. Penguin Young Readers Group (2022). ISBN 9780593525975

### Szerkesztőként
- Piece of Flesh (2001)
- The Burned Children of America (2003) (with Dave Eggers)
- The Book of Other People (2007)

## Egyéb információk
- Honlapja

## Fordítás
- Ez a szócikk részben vagy egészben  a   Zadie Smith című angol Wikipédia-szócikk fordításán alapul.  Az eredeti cikk szerkesztőit annak laptörténete sorolja fel. Ez a jelzés csupán a megfogalmazás eredetét és a szerzői jogokat jelzi, nem szolgál a cikkben szereplő információk forrásmegjelöléseként.